# Lian Bichsel
Lian Bichsel (né le 18 mai 2004 à Wolfwil en Suisse) est un joueur suisse de hockey sur glace. Il évolue à la position de défenseur.

## Biographie

### Carrière junior
Bichsel commence sa carrière junior dans le club de sa ville natale, le HC Olten. Il intègre le contingent des moins de 15 ans lors de la saison 2015-2016.
À partir de la saison 2017-2018, il se joint également au contingent du HC Bienne en moins de 15 ans. Lors de la saison 2019-2020, il n'évolue plus que pour le HC Bienne en moins de 17 ans.

### Carrière professionnelle
Il dispute 4 rencontres de National League, lors de la saison 2020-2021. Le 24 mai 2021, il s'engage avec un club suédois, le Leksands IF.
Il commence la saison suivante dans la ligue junior, la J20 Superelit. Il dispute également 29 rencontres du championnat senior, la SHL, ainsi que 8 matchs de Ligue des champions.
Le 21 janvier 2022, il signe une prolongation de contrat avec Leksand en vue de la saison prochaine.
Le 8 juillet 2022, lors du Repêchage d'entrée dans la LNH, il est sélectionné au 18e rang par les Stars de Dallas.
En 2022-2023, il s'impose en SHL au sein de l'effectif du Leksand IF, mais l'équipe est rapidement éliminée lors des séries éliminatoires. Il rejoint l'effectif des moins de 20, qu'il aide à terminer vice-champion de son championnat.
Au terme de la saison, le 6 mai 2023, il signe son contrat d'entrée avec les Stars de Dallas pour une durée de trois ans. Il se casse la cheville durant ce même mois, ce qui retarde sa préparation en vue de sa première saison en Amérique du Nord. Il doit renoncer au camp d'entraînement des recrues. Malgré un bon camp d'entraînement, Les Stars ne modifient pas leur plan avec lui et le rétrograde dans leur club école, les Stars du Texas en Ligue américaine de hockey.
Le 14 octobre 2023, il inscrit son premier point en LAH, une assistance, lors de son premier match, face aux Roadrunners de Tucson. Le 19 octobre 2023, après avoir subi une charge en retard de Kyle Marino des Wolves de Chicago, il est puni par les officiels et quitte le banc des pénalités dans le but de continuer à s'expliquer avec ce dernier. Les officiels lui infligent une pénalité de match et la ligue, une suspension de trois parties. Le 6 novembre 2023, il inscrit son premier but dans une défaite 4-2 face au Wild de l'Iowa.

### En équipe nationale
Bichsel représente la Suisse sur la scène internationale, il intègre le contingent des moins de 16 ans à partir de la saison 2018-2019.
Il prend part avec les moins de 17 ans au Festival olympique d'hiver de la jeunesse européenne 2019, la suisse se classant à la 6e place.
La saison suivante, avec la formation des moins de 18 ans, il représente la suisse lors du tournoi Coupe Hlinka-Gretzky, se classant à la huitième et dernière place.
Il prend part au Championnat du monde moins de 18 ans en 2021. La Suisse termine à la 8e place.
Il est sélectionné pour le Championnat du monde junior en 2022, avant que le tournoi ne soit annulé à cause de la pandémie de Covid-19, plusieurs équipes ayant de nombreux joueurs déclarés positifs. Lorsque le tournoi est reprogrammé en août, il refuse de rejoindre la sélection suisse pour les matchs préparatoire et se retrouvent donc exclu de la sélection finale par la Fédération suisse pour cette compétition.
Au mois de novembre, il rencontre l'entraîneur de la sélection des moins de 20 ans et trouve un accord avec lui pour réintégrer la formation pour le prochain championnat du monde junior. Malgré une bonne prestation dans son ensemble, la Suisse n'a pas les moyens nécessaires pour passer les quarts de finale, subissant la loi de la Tchéquie.
En février 2023, il fait ses débuts avec la sélection A lors de l'Euro Hockey Tour.

## Statistiques

### En club
| Saison    | Équipe          | Ligue               |    | Saison régulière | Saison régulière | Saison régulière | Saison régulière | Saison régulière |   | Séries éliminatoires | Séries éliminatoires | Séries éliminatoires | Séries éliminatoires | Séries éliminatoires |
| Saison    | Équipe          | Ligue               | PJ | B                | A                | Pts              | Pun              | PJ               | B | A                    | Pts                  | Pun                  |                      |                      |
| 2015-2016 | HC Olten U15    | Mini A              | 8  | 0                | 0                | 0                | 4                | -                | - | -                    | -                    | -                    |                      |                      |
| 2016-2017 | HC Olten U15    | Mini A              | 29 | 6                | 12               | 18               | 46               | -                | - | -                    | -                    | -                    |                      |                      |
| 2017-2018 | HC Bienne U15   | Top Mini            | 30 | 9                | 14               | 23               | 38               | -                | - | -                    | -                    | -                    |                      |                      |
| 2017-2018 | HC Olten U15    | Mini A              | 9  | 3                | 4                | 7                | 4                | -                | - | -                    | -                    | -                    |                      |                      |
| 2018-2019 | HC Bienne U15   | Top Mini            | 27 | 14               | 18               | 32               | 24               | -                | - | -                    | -                    | -                    |                      |                      |
| 2018-2019 | HC Bienne U17   | Elite Novizen       | 10 | 0                | 2                | 2                | 2                | -                | - | -                    | -                    | -                    |                      |                      |
| 2018-2019 | HC Olten U17    | Top Novizen         | 4  | 0                | 1                | 1                | 6                | -                | - | -                    | -                    | -                    |                      |                      |
| 2019-2020 | HC Bienne U17   | U17-Elit            | 31 | 3                | 11               | 14               | 28               | 4                | 1 | 1                    | 2                    | 6                    |                      |                      |
| 2020-2021 | HC Bienne U20   | U20-Elit            | 45 | 5                | 23               | 28               | 48               | 2                | 0 | 0                    | 0                    | 0                    |                      |                      |
| 2020-2021 | HC Bienne       | NL                  | 4  | 0                | 0                | 0                | 0                | -                | - | -                    | -                    | -                    |                      |                      |
| 2021-2022 | Leksands IF U20 | J20 Nationell       | 11 | 3                | 4                | 7                | 6                | 1                | 0 | 0                    | 0                    | 2                    |                      |                      |
| 2021-2022 | Leksands IF     | SHL                 | 29 | 1                | 2                | 3                | 16               | -                | - | -                    | -                    | -                    |                      |                      |
| 2021-2022 | Leksands IF     | Ligue des champions | 8  | 1                | 0                | 1                | 29               | -                | - | -                    | -                    | -                    |                      |                      |
| 2022-2023 | Leksands IF U20 | J20 Nationell       | 11 | 3                | 4                | 7                | 6                | 1                | 0 | 0                    | 0                    | 2                    |                      |                      |
| 2022-2023 | Leksands IF     | SHL                 | 42 | 1                | 5                | 6                | 47               | 3                | 1 | 0                    | 1                    | 4                    |                      |                      |
| 2022-2023 | Leksands IF U20 | J20 Nationell       | 8  | 1                | 2                | 3                | 4                | 5                | 0 | 1                    | 1                    | 10                   |                      |                      |
| 2023-2024 | Rögle BK        | SHL                 | 29 | 2                | 2                | 4                | 28               | 15               | 5 | 1                    | 6                    | 8                    |                      |                      |
| 2023-2024 | Stars du Texas  | LAH                 | 16 | 1                | 6                | 7                | 34               | 5                | 0 | 1                    | 1                    | 4                    |                      |                      |
| 2024-2025 | Stars de Dallas | LNH                 | 38 | 4                | 5                | 9                | 41               | 18               | 0 | 1                    | 1                    | 28                   |                      |                      |
| 2024-2025 | Stars du Texas  | LAH                 | 28 | 3                | 6                | 9                | 24               | -                | - | -                    | -                    | -                    |                      |                      |

### En équipe nationale
| Année     | Équipe     | Compétition                                  |    | PJ | B | A | Pts | Pun                 |  | Résultat |
| 2019-2020 | Suisse U16 | International                                | 20 | 2  | 4 | 6 | 0   |                     |  |          |
| 2019      | Suisse U17 | Festival olympique de la jeunesse européenne | 2  | 0  | 0 | 0 | 0   | 6e place            |  |          |
| 2020-2021 | Suisse U17 | International                                | 3  | 0  | 0 | 0 | 6   |                     |  |          |
| 2020-2021 | Suisse U18 | International                                | 8  | 1  | 3 | 4 | 10  |                     |  |          |
| 2021      | Suisse U18 | Championnat du monde moins de 18 ans         | 5  | 1  | 1 | 2 | 6   | 8e place            |  |          |
| 2021      | Suisse U18 | Coupe Hlinka-Gretzky                         | 4  | 0  | 1 | 1 | 0   | 8e place            |  |          |
| 2020-2021 | Suisse U18 | International                                | 4  | 0  | 1 | 1 | 0   |                     |  |          |
| 2022      | Suisse U20 | Championnat du monde junior                  | 1  | 0  | 0 | 0 | 0   | Compétition annulée |  |          |
| 2022-2023 | Suisse U20 | International                                | 8  | 1  | 2 | 3 | 8   |                     |  |          |
| 2023      | Suisse U20 | Championnat du monde junior                  | 5  | 0  | 2 | 2 | 2   | 7e place            |  |          |
| 2022-2023 | Suisse     | International                                | 8  | 0  | 0 | 0 | 4   |                     |  |          |

## Trophées et honneurs personnels

### Championnat du monde des moins de 18 ans
- 2021 :
  - Désigné dans les trois meilleurs joueurs de l'équipe nationale suisse

### Championnat du monde des moins de 20 ans
- 2023 :
  - Désigné dans les trois meilleurs joueurs de l'équipe nationale suisse

### J20 Nationell
- 2022-2023 :
  - Médaillé d'argent des séries éliminatoires avec le Leksands IF

## Transactions
- Le 24 mai 2021, il s'engage pour un an avec le mouvement junior du Leksands IF.
- Le 21 janvier 2022, il prolonge d'une année avec Leksand.
- Le 6 mai 2023, il signe son contrat d'entrée avec les Stars de Dallas.
- Le 8 octobre 2023, il est rétrogradé dans le club école, les Stars du Texas.